# Daniel Håkans
Daniel Håkans, né le 26 octobre 2000 à Vaasa en Finlande, est un footballeur international finlandais. Il joue au poste d'ailier droit au Lech Poznań.

## Biographie

### En club
Né à Vaasa en Finlande, Daniel Håkans est formé par le club local du VIFK, où il commence sa carrière. Le club évolue alors en troisième division finlandaise lorsqu'il joue son premier match, le 28 avril 2018 face au Pallo-Kerho 37. Il est titularisé et les deux équipes se neutralisent (0-0 score final).
En janvier 2019, Daniel Håkans rejoint le SJK Seinäjoki, où il retrouve notamment Christoffer Kloo (en), directeur sportif du club, qu'il a connu comme entraîneur des jeunes au VIFK. Håkans joue davantage en équipe première à partir de 2021, prolongeant son contrat le 4 mai de cette année-là jusqu'en décembre 2023 et s'impose durant l'année 2022.
Le 8 août 2022, Daniel Håkans est prêté jusqu'à la fin de l'année au FK Jerv.
Alors que le FK Jerv lève l'option d'achat dès le 24 novembre 2022, Daniel Håkans quitte tout de même le club peu de temps après, étant recruté par le Vålerenga Fotball le 4 février 2023. Il signe un contrat de quatre ans, soit jusqu'en décembre 2026.
Håkans inscrit son premier but pour Vålerenga dès son premier match pour le club, le 10 avril 2023, à l'occasion de la première journée de la saison 2023 d'Eliteserien, la première division norvégienne, face à l'Aalesunds FK. Titularisé, il donne la victoire à son équipe en étant l'unique buteur de la partie.
Le 1er août 2024, Daniel Håkans prend la direction de la Pologne afin de signer un contrat de quatre ans, soit jusqu'en juin 2028, avec le Lech Poznań.

### En sélection
Le 7 juin 2023, Daniel Håkans est convoqué pour la première fois avec l'équipe nationale de Finlande par le sélectionneur Markku Kanerva. Il honore sa première sélection lors de ce rassemblement, le 16 juin 2023, face à la Slovénie. Il entre en jeu à la place de Teemu Pukki et son équipe s'impose par deux buts à zéro. Pour sa deuxième sélection, le 19 juin 2023 contre Saint-Marin, Håkans se fait remarquer en marquant ses trois premiers buts en sélection, contribuant à la victoire de son équipe (6-0 score final),.

## Palmarès
Lech Poznań
- Championnat de Pologne (1) :
  - Champion : 2025.